# كفر الما
كفر الما قرية سورية، تقع في الجنوب الشرقي من الجولان على الحافة اليمنى لوادي الرقاد بين مسيلي أبوخيط وسحنان، شرق قرية العال بحوالي 9 كم، وشرق مدينة فيق بحوالي 14 كم، وترتفع عن سطح البحر 408م وهي تابعة لمنطقة فيق
كما أن هنالك قرية في الأردن تسمى بهذا الاسم، وتقع غرب مدينة إربد التي تعد أهم مدن الجانب الأردني من سهل حوران.

## حدودها
يحدها:
- شـمالا: أبو خيط والخسفين
- جنوبا: وادي الطعيم الذي يفصلها عن أراضي محافظة درعا
- شـرقا: وادي الطعيم وشلالات المعكر
- غـربا: قرى حيتل، ناب، العال

وسكنت تلك القرية عائلة من الإقطاعيين كانت تسمى عائلة الحسين. نسبة إلى جدهم حسين وبعض الفلاحين الذين كانوا يعملون عندهم.
و يعود نسب هذه العائلة إلى زينب بنت جحش زوجة الرسول .(حسب الروايات الشعبية).
مُثلت هذه القرية بنائب عما يعرف ب الزوية (قرى الجولان المحتل)وهو أحمد الحسين وهو من رجالات الزوية الذين لهم اسم في تاريخ أول مجلس نيابي في سورية
وأيضا منهم الشيخ نواف الحسين والشيخان محمد وأحمد الفندي.

## السكان
عدد سكان قرية كفر الما عام 1967م 1120 نسمة، وارتفع إلى ما يقارب 3000 نسمة عام 2002 م. وحسب كتاب «الجولان عربي الأرض والإنسان» فإن سكان قرية كفر الما توزعوا في عدة مناطق في سوريا مثل قرى مزيريب وطفس وتل شهاب ودرعا المدينة، وبعضهم في مناطق من ريف دمشق مثل السيدة زينب والحجر السود وحجيرة وببيلا ومناطق من دمشق مثل مخيم اليرموك ومنطقة برزة.